# 伊馬韋雷鄉

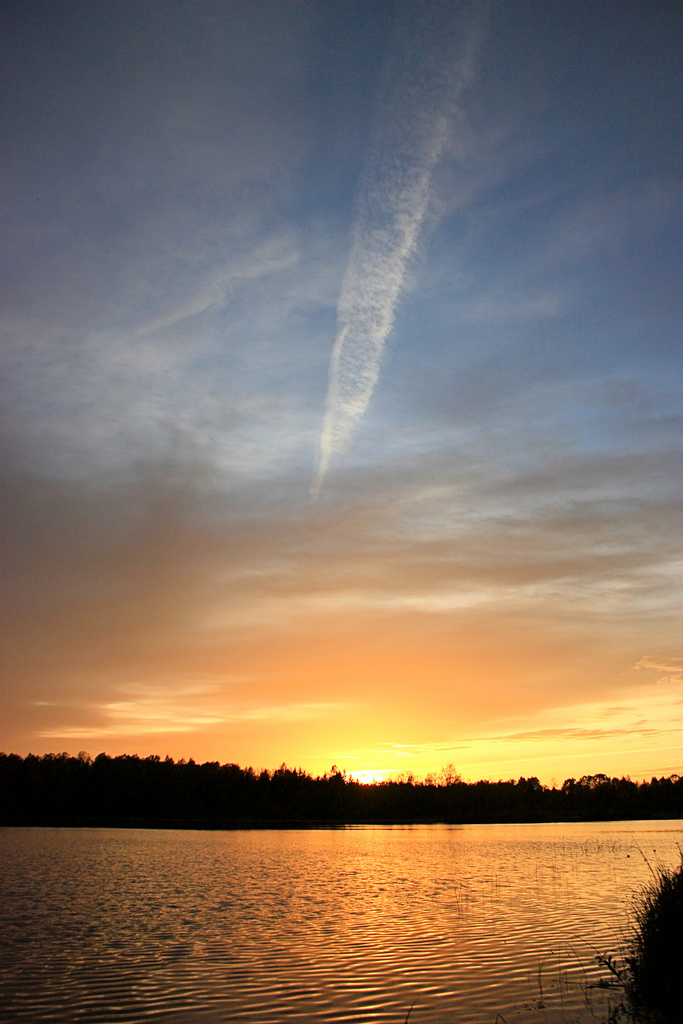

58°43′59″N 25°46′23″E / 58.733°N 25.773°E
伊馬韋雷鄉，曾是愛沙尼亞耶爾瓦縣的一個鄉村型市镇，位於該國中部，行政中心設於伊馬韋雷，面積139平方公里，2006年人口1,025，人口密度每平方公里7人。
2017年爱沙尼亚行政改革后，伊馬韋雷市镇与其他市镇一起合并为新的耶尔瓦市镇。